# Jean-Paul de Barillon
Pour les articles homonymes, voir de Barillon.
Jean-Paul (ou Paul) de Barillon, marquis de Branges, seigneur d'Amoncourt, de Mancy, de Châtillon-sur-Marne et de Châtillon-sur-Indre, ambassadeur de France près du roi d'Angleterre Charles II. 

## Biographie
Né en 1628, il est le fils d'un directeur des Finances, Jean-Jacques de Barillon.  
Le 18 février 1650, Jean-Paul de Barillon est reçu conseiller au Parlement de Paris, et pourvu maître des requêtes par lettres du 30 juin 1657 (reçu le 4 juillet 1657). 
En février 1663, il épouse Marie Madeleine Mangot (décédée le 17 octobre 1694), la cinquième fille d'Anne Mangot (né en 1588, mort le 10 juin 1655 ; fils de Claude), seigneur de Villarceaux, conseiller au Parlement de Bretagne, puis à celui de Paris, maître des requêtes, conseiller d'État.  
En 1664, il est nommé par Colbert commissaire réformateur chargé de mener la Grande réformation des forêts royales (1661-1680) en remplacement de Guy Chamillart sur la grande-maîtrise d'Ile-de-France.
En 1666, Jean-Paul de Barillon est nommé intendant à Paris, en 1667 en Flandre, le 12 janvier 1668 à Amiens. En 1672, il devient conseiller d'État semestre et de juin 1673 à mars 1674, plénipotentiaire au congrès de Cologne, lors de la guerre contre les Provinces-Unies. 
Du 15 mai 1677 à décembre 1688, il est ambassadeur extraordinaire en Angleterre où il succède à Honoré Courtin. Il a pour mission de convaincre le roi Charles II de ne pas se joindre à la triple alliance (l’Espagne, l’Autriche et la Hollande) contre la France. Dans ces fonctions, il peut exploiter les confidences de Louise de Keroual, maîtresse du souverain britannique. À partir de 1681, il est conseiller d'État ordinaire. 
En 1681, il acquiert Châtillon-sur-Indre, transmis ensuite à son gendre Amelot du Chaillou. 
Il est mort à Paris le 23 juillet 1691 assisté par son frère Henri de Barillon, évêque de Luçon, qui a laissé ce témoignage : "Il mourut le 23 juillet, après une maladie de six mois fort douloureuse, qu'il souffrit avec beaucoup de patience. Il reçut plusieurs fois les sacrements dans sa maladie, et il mourut avec de très-saintes dispositions qui donnent grand sujet d'espérer que Dieu lui aura miséricorde". Jean-Paul de Barillon est enterré le 24 juillet 1691 à Sainte-Croix de La Bretonnerie.
Charles Fox a publié sa Correspondance avec Louis XIV de 1684 à 1685 (à la suite de son Histoire de Jacques II).
Le fabuliste Jean de La Fontaine lui a dédicacé Le Pouvoir des fables (Livre VIII Fable 4).
Philiberte d'Amoncourt a été mariée en 1665 à Antoine (de) Barillon, seigneur de Morangis et directeur des Finances, l'oncle paternel de Jean-Paul car le frère aîné de Jean-Jacques de Barrillon. Le couple n'ayant pas eu d'enfants, elle a transmis ses biens à leurs neveux Jean-Paul et Antoine Barrillon, dont Montigny, et le marquisat de Branges avec Savigny, sous réserve qu'ils relèvent le nom d'Amoncourt et portent ses armes.

## Descendance
De son mariage en février 1663 avec Marie-Madeleine Mangot (morte le 16 octobre 1694), il a eu :
- Antoine de Barillon d'Amoncourt (1671-1741), qui a été intendant du Roussillon et de Cerdagne, intendant de Pau (1711-1713), conseiller au Parlement et maître des Requêtes. Il a été marié en 1694 avec Anne Doublet de Persan, morte le 21 mai 1727 (la grand-tante d'Anne-Nicolas Doublet de Persan, le protecteur de Théroigne de Méricourt et le maître de St-Germain-Beaupré), dont il eut :
  - Bonne de Barillon d'Amoncourt, mariée en 1716 à François-Germain Le Camus, marquis de Bligny, mort maréchal des camps et armées du roi le 9 mars 1728 ; morte le 13 août 1755 ;
  - Anne-Philiberte de Barillon, mariée en 1723 à Charles-Gabriel de Tardieu de Maleyssie/de Maleissye ;
  - Antoine-Pierre de Barillon d'Amoncourt, conseiller au Parlement de Paris le 9 juin 1719, marié le 3 février 1727 à Françoise-Nicole des Landes de Houville en Chartrain, dont il eut :
    - Antoine-Marie de Barillon d'Amoncourt,né le 11 mars 1736. C'est sans doute lui qui cède Châtillon-sur-Marne en 1771 à François-Vincent Guyot de Chenizot.
- Philiberte de Barillon d'Amoncourt, mariée le 21 avril 1688 avec Denis-Jean-Michel Amelot (1666-1744), seigneur de Chaillou, de Châtillon-sur-Indre (par sa femme) et des Pruneaux ;
- Bonne de Barillon d'Amoncourt (1667-1733), mariée le 28 février 1691 avec Arnaud de Labriffe (1649 - 24 septembre 1700 ), intendant de Franche-Comté (1685-1688), puis procureur général au Parlement de Paris.

### Sources
- Anette Smedley-Weill, Les Intendants de Louis XIV, Fayard
- Michel Antoine, Le Gouvernement et l'administration sous Louis XV, Éditions du CNRS
- La Grande Encyclopédie, tome 5, page 423.
- De Émile Victor Charles Boyer de Sainte-Suzanne, Les Intendants de la généralités d'Amiens, page 128.
- Marie-Claire Daveluy, Revue d'histoire de l'Amérique française, vol. 10, no 2, 1956, p. 295
- Michel Popoff, Prosopographie des gens du parlement de Paris (1266-1753), 2003, t.1, p. 296-297